# 児島献吉郎
児島 献吉郎（こじま けんきちろう、1866年7月31日〈慶応2年6月20日〉 - 1931年〈昭和6年〉12月22日）は日本の中国文学者。京城帝国大学教授。二松学舎学長。

## 経歴
1866年（慶応2年）、備前国（現在の岡山県）に生まれる。1888年（明治21年）帝国大学文科大学古典講習科を卒業。
卒業後は帝室博物館技手、第五高等学校、東京高等師範学校教授を経て、1926年に京城帝国大学漢文科主任教授に就任。二松学舎学長も務めた。著書に「支那大文学史」「支那文学史鋼」などがある。

## 著書
- 『支那文学史』早稲田大学出版部
- 『東洋史綱』八尾書店 1895
- 『漢文典』冨山房 1902
- 『支那大文学史 古代編』冨山房 1909
- 『支那文学史綱』冨山房 1912
- 『論孟鈔本』編 光風館書店 1916
- 『支那文学考』目黒書店 1920－21
- 『文法本位漢文釈法』帝国書院 1923
- 『支那文学概論』京文社 1928
- 『日本外史鈔本』編 光風館書店 1928
- 『支那諸子百家考』目黒書店 1931
- 『支那文学雑考』関書院 1933

### 訳注
- 『国訳漢文大成 経子史部 七書 孫子・呉子・司馬法・尉繚子・六韜・三略・李衛公問対 第39冊 鬼谷子 新語(陸賈) 国民文庫刊行会 1920
- 『国訳漢文大成 経子史部 第5,6巻 春秋左氏伝』国民文庫刊行会 1921